# Ankdammen
Ankdammen är en humoristisk benämning på en liten elit som styr. Med ankdammen menar man ofta en liten grupp eller ett samhälle där alla känner alla och är dessutom en rätt sluten krets, där få nya idéer och intryck utifrån tas in. Uttrycket förekommer i andra sammanhang där till exempel en viss verksamhet är beroende av ett förhållandevis litet antal personer som med tiden riskerar att bli en alltför homogen och statisk miljö. 
Det kan också anspela på Svenskfinland och finlandssvenskheten då det förekommer i finlandssvenska sammanhang, exempelvis i den finlandssvenska pressen (på finska: ankkalampi eller ankkalammikko).  